# Domhnall, 8. Earl of Mar
Domhnall, 8. Earl of Mar (anglisiert auch Donald, * 1293; † 11. August 1332 bei Scone) war ein schottischer Magnat, Guardian of Scotland und Militär zu Beginn des Zweiten Schottischen Unabhängigkeitskrieges.

## Herkunft
Domhnall war ein Sohn von Gartnait, 7. Earl of Mar. Seine Mutter war angeblich Christian Bruce, eine Schwester des späteren Königs Robert the Bruce, doch es ist wahrscheinlich, dass sie eine andere Angehörige der Familie Brus war, deren Vorname unbekannt ist. Sein Vater starb um 1302, so dass der minderjährige Domhnall zum Erben seiner Besitzungen und des Titel Earl of Mar wurde.

## Jugend
Als sich Robert the Bruce, der zu dieser Zeit noch Earl of Carrick war, während des Kriegs mit England 1302 dem englischen König Eduard I. unterwarf, stellte er die Bedingung, dass der König ihm die Vormundschaft und das Recht zur Verheiratung seines Neffen Domhnall gewährte. Bruce hatte Isabel geheiratet, eine Schwester von Domhnalls verstorbenen Vater Gartnait. 1305 wurde der junge Domhnall zum Earl of Mar erhoben. 1306 rebellierte Bruce erneut gegen den englischen König und ließ sich im April als Robert I. zum König der Schotten inthronisieren. Als Mündel von Bruce nahm Mar an der Zeremonie in Scone teil. Wenige Monate später geriet der junge Mar um den 10. September bei der Eroberung von Kildrummy Castle, dem Mittelpunkt seiner Besitzungen, in englische Gefangenschaft. Eduard I. ließ den Gefangenen nach Bristol Castle bringen, und nur dank seiner Jugend wurde er nicht in Ketten gelegt. Letztlich wurde er Page im Haushalt von Eduard II., der nach dem Tod seines Vaters im Juli 1307 neuer englischer König geworden war. Durch diesen Dienst gewann Mar ein enges Verhältnis zum englischen König.

## Leben in England
Nach der englischen Niederlage in der Schlacht von Bannockburn 1314 sollte der Earl of Mar gegen englische Gefangene ausgetauscht werden. Als er auf dem Weg nach Schottland Newcastle erreichte, entschloss er sich aber, in dem Land zu bleiben, wo er aufgewachsen war, und nicht in dem Land, wo er geboren wurde, und blieb in England. Dieser Seitenwechsel hatte Folgen in dem lang währenden Streit um die rechtmäßige Erbfolge um den schottischen Thron. Robert I. beanspruchte den Thron als nächster Verwandter von David, Earl of Huntingdon, da er ein Nachkomme von dessen zweiten Tochter Isabel war. Sollte Earl Domhnall tatsächlich ein Sohn von einer älteren Schwester von Robert I. sein, dann könnte er nach dem Tod des Königs als nächster Nachkomme des Earl of Huntingdon den Thron beanspruchen. Auch wenn nach der damaligen Auffassung Marjorie, die Tochter von Robert I., oder sein Bruder Edward stärkere Ansprüche hatten, hatte auch der Anspruch von Earl Domhnall Bedeutung. 1315 setzte der bislang kinderlose Robert I. deshalb seinen Bruder Edward und dessen Nachkommen, dann die möglichen Kinder seiner Tochter Marjorie als Erben ein. Marjorie heiratete wenig später Walter Stewart. Aufgrund seiner Verwandtschaft hatte Domhnall um diese Zeit wahrscheinlich Kontakt mit Robert. I. und nahm möglicherweise sogar an schottischen Parlamenten teil, wofür ihm freies Geleit gewährt wurde.
Mar stieg in England durch seine Treue hoch in der Gunst von Eduard II. auf, der ihm zahlreiche Landschenkungen machte. 1320 begleitete Domhnall den König bei dessen Besuch in Frankreich. 1321 erklärte Mar, dass er eine Wallfahrt nach Santiago de Compostela machen wolle, doch während der Rebellion des Earl of Lancaster gehörte Domhnall der königlichen Armee an, die die Rebellen im März 1322 in der Schlacht bei Boroughbridge entscheidend besiegte. Im Oktober 1322 gehörte er auch der englischen Armee an, die von den Schotten in der Schlacht bei Byland geschlagen wurde. Eduard II. belohnte seine Loyalität mit dem Kommando über Bristol Castle. Als der König nach der Invasion durch Königin Isabel 1326 nach Westengland flüchtete, begleitete Mar den König und nahm im November an der erfolglosen Verteidigung von Bristol teil.

## Übersiedlung nach Schottland
Nach dem Sturz von Eduard II. kehrte Mar nach Schottland zurück, vor allem, um dort Unterstützung für eine Wiedereinsetzung des abgesetzten Königs zu suchen. König Robert I. empfing seinen Neffen persönlich, gab ihm seine Besitzungen zurück, stellte seinen Titel wieder her und ernannte ihn sogar zum Kommandanten eines der drei Bataillone, mit denen die Schotten 1327 in England einfielen. Die Bemühungen von Mar zur Rettung von Eduard II. blieben aber erfolglos, denn dieser wurde wahrscheinlich in Gefangenschaft im September 1327 ermordet. Im März 1328 bezeugte Mar mit den Frieden mit England. Mar soll weiter seine Kontakte nach England beibehalten haben, unter anderem zum Earl of Kent, der Anfang 1330 als Verschwörer gegen die Regentschaft von Isabel und Roger Mortimer hingerichtet wurde. Dazu soll Mar sogar Edward Balliol, den Sohn des 1296 abgesetzten schottischen Königs John Balliol aufgesucht haben, nachdem dieser 1331 aus seinem französischen Exil nach England zurückgekehrt war.

## Guardian of Scotland
Trotz dieser Kontakte nach England blieb Domhnall nach dem Tod von Robert I. 1329 in Schottland und unterstützte Thomas Randolph, 1. Earl of Moray, der als Guardian of Scotland anstelle des minderjährigen David II. die Regentschaft führte. Seine Verwandtschaft mit der Familie Brus hatte Domhnall es zu verdanken, dass er nach dem Tod des Earl of Moray am 2. August 1332 während eines Parlaments in Perth einstimmig zum neuen Guardian of Scotland gewählt wurde. Als aber wenig später Edward Balliol mit einer kleinen Armee der sogenannten Enterbten in Schottland landete, um den Thron zu erobern, wurde Domhnall verdächtigt, insgeheim mit Balliol und den Enterbten zu sympathisieren. Zur Abwehr der Enterbten stellte Domhnall zwei Armeen auf, von denen eine am Nordufer, die andere am Südufer des Firth of Forth die Landung der Enterbten erwartete. Er selbst kommandierte die Armee am Nordufer, wo die Enterbten Anfang August landeten. Als seine Armee der Armee der Enterbten am 11. August gegenüberstand, beschuldigte Robert Bruce of Liddesdale, der uneheliche Sohn von Robert I., Domhnall offen, mit den Gegnern im Bunde zu stehen. Dieser Streit hatte katastrophale Folgen. Um seinen Patriotismus zu beweisen, erklärte Domhnall, an der Spitze seiner Armee die Enterbten anzugreifen. In der Folge kam es zu einem unkoordinierten Angriff auf die zahlenmäßig unterlegenen Enterbten. Die schottische Armee erlitt dadurch in der Schlacht von Dupplin Moor eine vollständige Niederlage. Unter den zahlreichen Opfern der Schlacht befand sich auch Domhnall.

## Ehe, Nachkommen und Erbe
Domhnall hatte um 1328 Isabel Stewart geheiratet, die vermutlich eine Tochter von Sir Alexander Stewart of Bunkle war. Mit ihr hatte er einen Sohn und mindestens eine Tochter:
- Thomas, 9. Earl of Mar (um 1330–1377)
- Margaret, 10. Countess of Mar ⚭ William Douglas, 1. Earl of Douglas

Möglicherweise hatte er um 1315 mit einer Angehörigen der Familie Balliol ein Verhältnis und mit ihr einen unehelichen Sohn, Thomas. Seine Witwe heiratete in zweiter Ehe Geoffrey Mowbray. Domhnalls Erbe wurde sein Sohn Thomas. Nach dem kinderlosen Tod von Thomas 1377 erbte Domhnalls Tochter Margaret den Titel.